# Heinzenhof
Heinzenhof ist ein Ortsteil des oberschwäbischen Marktes Pfaffenhausen im Landkreis Unterallgäu, Bayern.

## Geographie
Der Weiler Heinzenhof liegt etwa zwei Kilometer südlich von Pfaffenhausen und ist über eine Gemeindestraße mit dem Hauptort verbunden.

## Geschichte
Erstmals erwähnt wurde Heinzenhof 1302 und 1327 als „Gut zu Haintzenhofen“. Bis in das 17. Jahrhundert wurde der Ort „Heinzenhofen“ genannt. Er gehörte zur Gemeinde Egelhofen bis zu deren Eingliederung in den Markt Pfaffenhausen am 1. Mai 1978. Heinzenhof bestand früher aus einigen Bauernhöfen mit einer Käsküche und einer Gastwirtschaft. Die Wirtschaftsgebäude des einzigen noch verbliebenen Bauernhofes wurden 2003 zugunsten von Neubauten abgebrochen.

## Mariahilf-Kapelle
Die Mariahilf-Kapelle des Weilers wurde 1864 errichtet und ist in die Denkmalliste eingetragen.